# Catostomus platyrhynchus
Catostomus platyrhynchus és una espècie de peix de la família dels catostòmids i de l'ordre dels cipriniformes.

## Morfologia
Els mascles poden assolir els 25 cm de longitud total (encara que la mida normal és d'11,3).

## Alimentació
Menja diatomees i d'altres algues, plantes i larves i pupes de dípters.

## Depredadors
Els adults reproductors poden ésser depredats per aus i mamífers petits, mentre que els joves poden ser presa de salmònids.

## Hàbitat i distribució geogràfica
És un peix d'aigua dolça, demersal i de clima temperat (54°N-38°N), el qual es troba a Nord-amèrica: des de les conques dels rius Saskatchewan i Fraser fins a les del Missouri i Colorado a Colorado i Utah; la conca del llac Lahontan (els Estats Units); i des de la conca superior del riu Sacramento a Califòrnia fins a Oregon, Washington i el sud de la Colúmbia Britànica.

## Observacions
És inofensiu per als humans, comestible i la seua longevitat és de 9 anys.